# U-595
| U-595 | U-595 | U-595 |
| --- | --- | --- |
| U 595 | | |
| | | |
| Зображення підводного човна підтипу VIIC                                                                     | | |
| Верф | Blohm + Voss, Гамбург | Blohm + Voss, Гамбург |
| Під прапором                                                                                                 | Третій Рейх | Третій Рейх |
| Належність                                                                                                   | Крігсмаріне | Крігсмаріне |
| Порт приписки                                                                                                | Кіль, Брест | Кіль, Брест |
| Замовлення                                                                                                   | 16 січня 1940 | 16 січня 1940 |
| Закладений                                                                                                   | 4 січня 1941 | 4 січня 1941 |
| Спуск на воду                                                                                                | 17 вересня 1941 | 17 вересня 1941 |
| Введений до складу флоту                                                                                     | 6 листопада 1941 | 6 листопада 1941 |
| На службі | 1941—1942 | 1941—1942 |
| Загибель | 14 листопада 1942 року серйозно пошкоджений глибинними бомбами британських бомбардувальників «Гудзон» північно-східніше Орана; посаджений на мілину та підірваний екіпажем на мисі Хаміс | 14 листопада 1942 року серйозно пошкоджений глибинними бомбами британських бомбардувальників «Гудзон» північно-східніше Орана; посаджений на мілину та підірваний екіпажем на мисі Хаміс |
| Сучасний статус                                                                                              | знищений | знищений |
| Бойовий досвід                                                                                               | Друга світова війна Битва за Атлантику Битва на Середземному морі | Друга світова війна Битва за Атлантику Битва на Середземному морі |
| Проєкт | | |
| Тип ПЧ | середній торпедний ДПЧ | середній торпедний ДПЧ |
| Вартість | 4 714 000 ℛℳ | 4 714 000 ℛℳ |
| Основні характеристики                                                                                       | | |
| Швидкість (надводна)                                                                                         | 17,9 вузла | 17,9 вузла |
| Швидкість (підводна)                                                                                         | 8 вузлів | 8 вузлів |
| Робоча глибина занурення                                                                                     | 100 м | 100 м |
| Гранична глибина занурення                                                                                   | 220 м | 220 м |
| Автономність плавання                                                                                        | 135—174 км на швидкості 4 вузли (в підводному положенні) 11 470 км на швидкості 10 вузлів (у надводному положенні)                                                                       | 135—174 км на швидкості 4 вузли (в підводному положенні) 11 470 км на швидкості 10 вузлів (у надводному положенні)                                                                       |
| Екіпаж | 44—60 осіб | 44—60 осіб |
| Розміри | | |
| Довжина найбільша (по КВЛ)                                                                                   | 67,1 м | 67,1 м |
| Ширина корпусу найб.                                                                                         | 6,2 м | 6,2 м |
| Висота | 9,6 м | 9,6 м |
| Середня осадка (по КВЛ)                                                                                      | 4,74 м | 4,74 м |
| Водотоннажність надводна                                                                                     | 769 т | 769 т |
| Силова установка                                                                                             | | |
| дизель-електрична; 2 дизельних двигуни MAN M 6 V 40/46, 2 електродвигуни Siemens-Schuckert-Werke GU 343/38-8 | | |
| Гвинти | 2 | 2 |
| Потужність                                                                                                   | 2800—3200 к.с. (дизелі) 750 к.с. (електродвигуни) | 2800—3200 к.с. (дизелі) 750 к.с. (електродвигуни) |
| Озброєння | | |
| Артилерія | 1 × 88-мм палубна гармата SK C/35 | 1 × 88-мм палубна гармата SK C/35 |
| Торпедно- мінне озброєння                                                                                    | 4 носових і один кормовий ТА 14 торпед або 26 мін TMA | 4 носових і один кормовий ТА 14 торпед або 26 мін TMA |
| ППО | 1 × 37-мм зенітна гармата Flak M42 2 × 20-мм зенітні гармати FlaK 30 | 1 × 37-мм зенітна гармата Flak M42 2 × 20-мм зенітні гармати FlaK 30 |

U-595 — німецький середній підводний човен типу VIIC, що входив до складу Військово-морських сил Третього Рейху за часів Другої світової війни. Закладений 25 серпня 1940 року на верфі № 571 компанії Blohm + Voss у Гамбурзі. Спущений на воду 17 вересня 1941 року. 6 листопада 1941 року корабель увійшов до складу 8-ї навчальної флотилії ПЧ ВМС нацистської Німеччини. Єдиним командиром підводного човна був капітан-лейтенант Юрген Квет-Фаслем.

## Історія
U-595 належав до німецьких підводних човнів типу VIIC, найчисельнішого типу субмарин Третього Рейху, яких випущено 703 одиниці. Службу розпочав у складі 8-ї навчальної флотилії ПЧ. 1 серпня 1942 року продовжив службу у бойовому складі 9-ї флотилії ПЧ.
З липня 1941 до листопада 1942 року U-595 здійснив 4 бойових походи в Атлантичний океан та в Середземне море, в яких провів 69 днів. За цей час човен не потопив та не пошкодив жодного корабля чи судна.
14 листопада 1942 року U-595 був виявлений британським бомбардувальниками «Гудзон» північно-східніше Орана. В результаті атаки глибинними бомбами британських бомбардувальників човен був серйозно пошкоджений; посаджений на мілину та підірваний екіпажем на мисі Хаміс. Жоден член екіпажу не постраждав.